# Velomobile

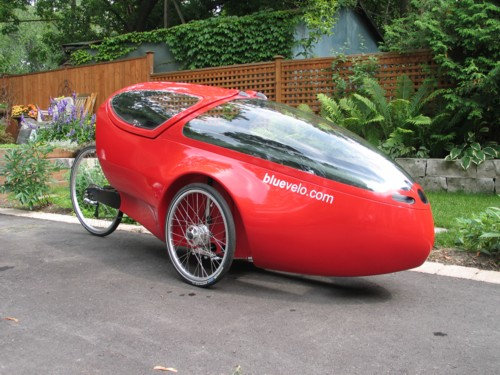
Go-one3

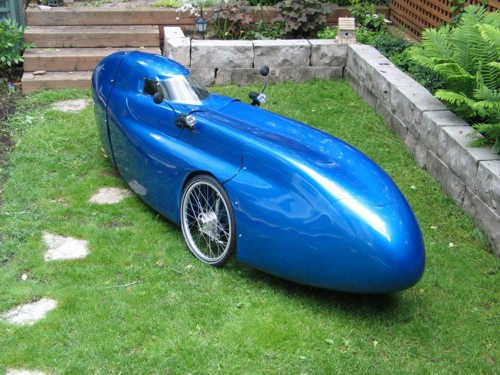
Waw020; i modelli più rastremati offrono scarso spazio interno per le gambe

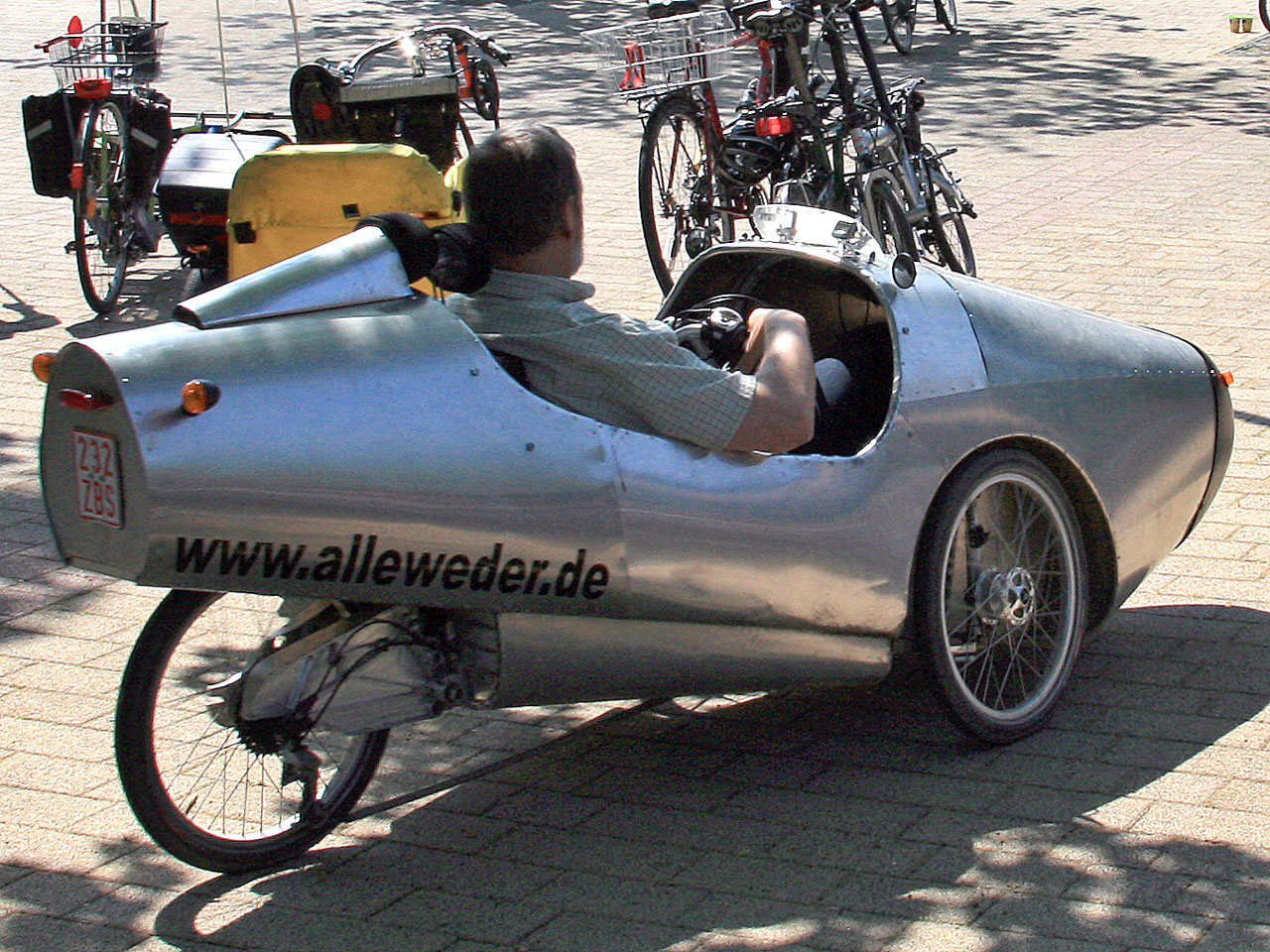
Alleweder, modello con accesso dall'alto, capo scoperto

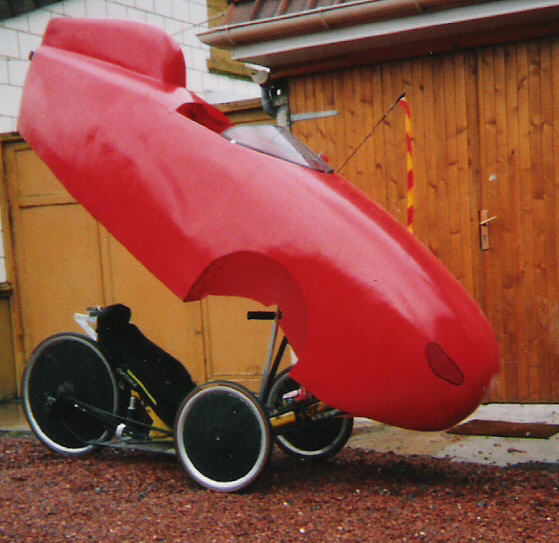
Modello decappottabile

Un velomobile è un velocipede a propulsione umana, provvisto di carenatura aerodinamica, la quale protegge anche da vento ed intemperie. Con questo genere di mezzi è possibile, pedalando in piano, raggiungere senza particolari sforzi la velocità di 30 km/h.

## Caratteristiche
La meccanica è simile a quella delle biciclette reclinate, e dei trike; generalmente poggiano su tre ruote, ma ne esistono modelli a quattro ruote (simil utilitaria), come anche a due (di tipo Streamlining per le alte velocità in velodromo). Può essere aggiunto un motore elettrico.
L'abitacolo è costruito in modi differenti a seconda del produttore; ne esistono con accesso dall'alto con o senza sportello (in tal caso la testa rimane scoperta, oppure vi sarebbe un'altra copertura da aggiungere), altri decappottabili, in altri ancora si accede da dietro, oppure lateralmente nei modelli più alti.

## Ciclismo urbano

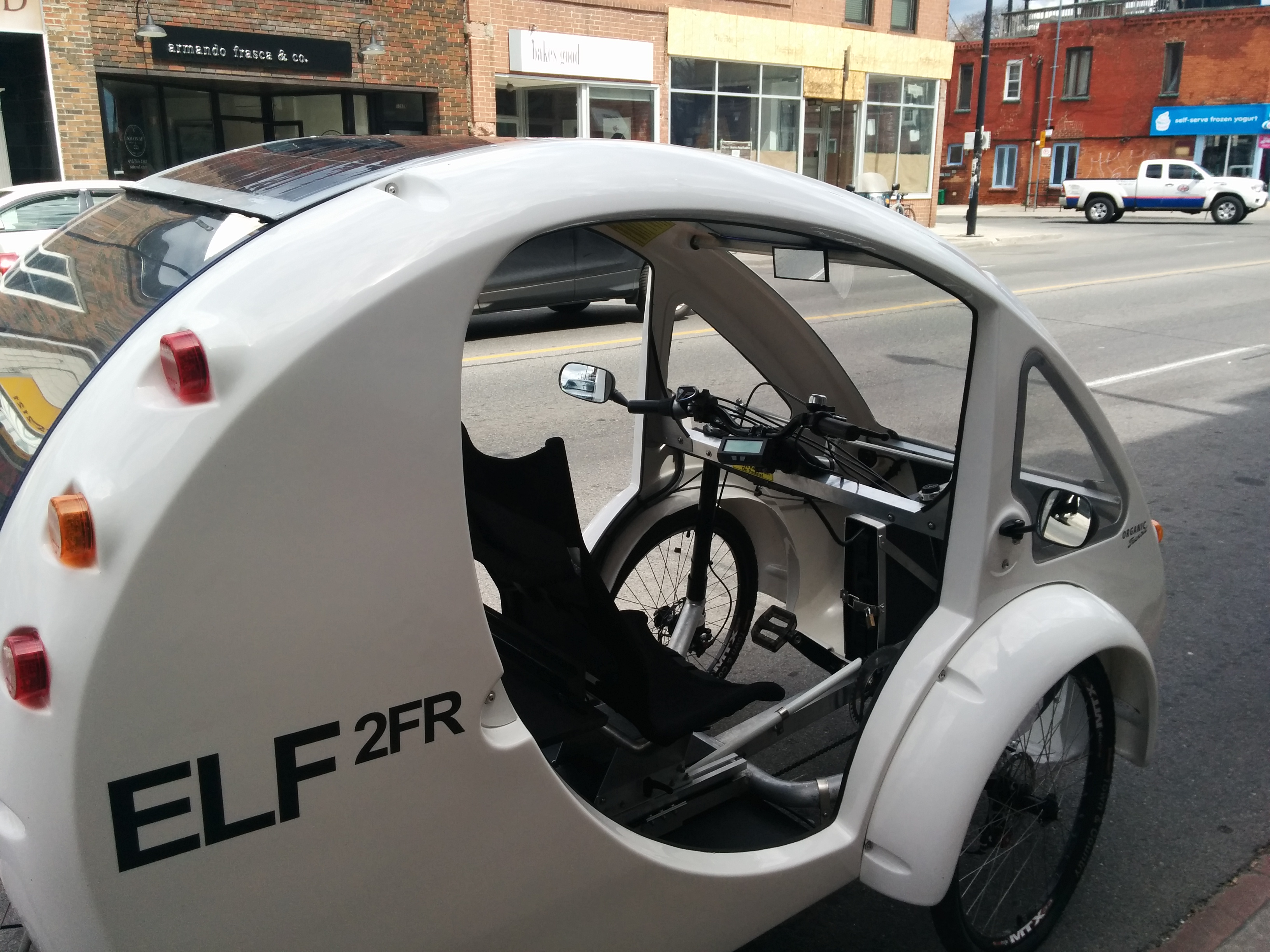
Gli ELF sono pensati per la città

## Record di velocità

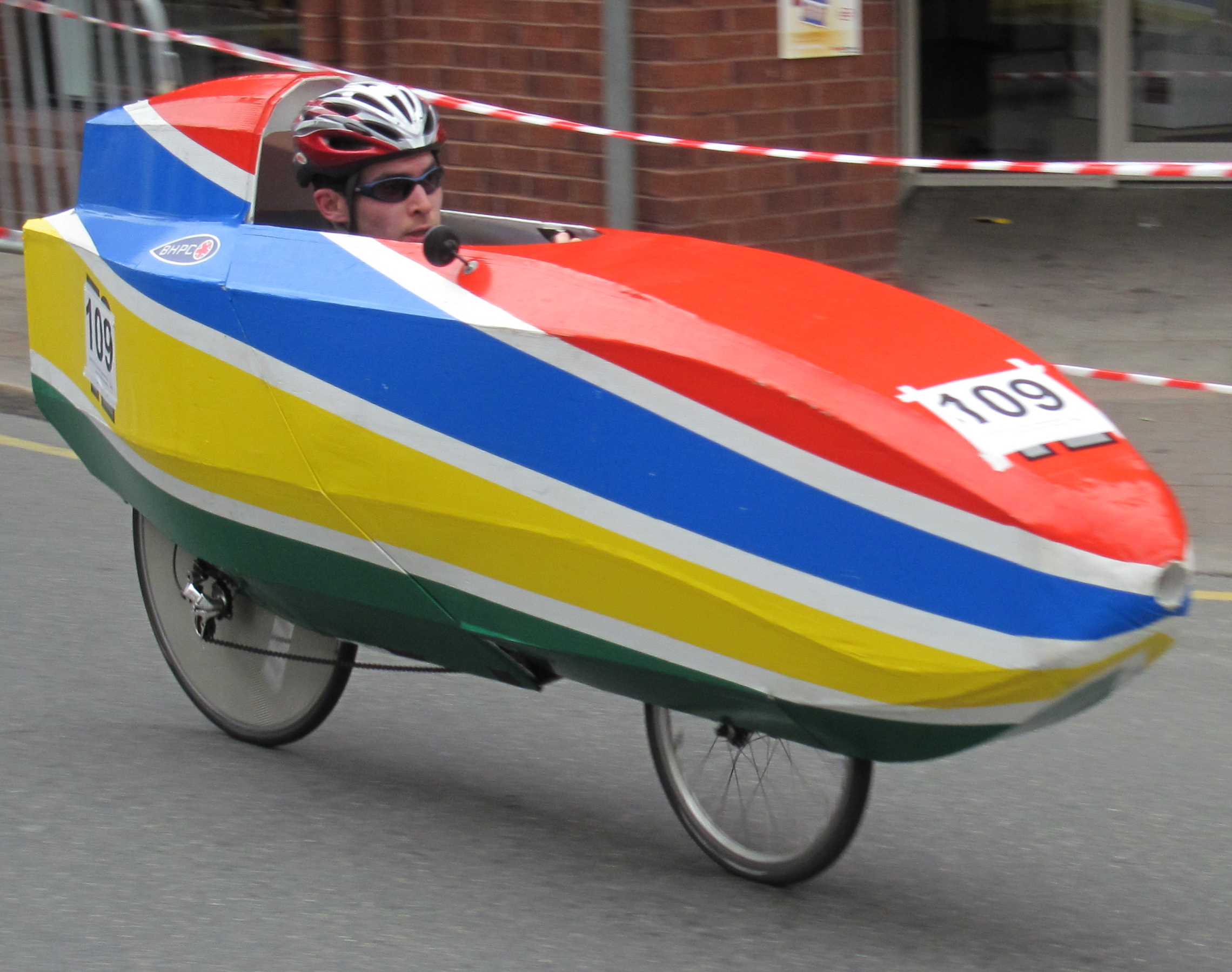
Velomobile a due ruote Streamlining ad una gara del campionato mondiale World Human Powered Vehicle Association nel 2010

- Domenica 29 luglio 2018, Nici Walde ha battuto il record mondiale femminile su veicoli a trazione umana[N 2], con una prestazione di 1088 chilometri percorsi in 24 ore, presso il Centro Prove Opel sito in Rodgau-Dudenhofen (nel quale è presente una pista lunga 4,88 km). Il mezzo utilizzato era lungo 257 cm, largo 64 cm, alto 88 cm. La meccanica di tipo bicicletta reclinata, interamente carenata, dal peso complessivo di 14 kg, appoggio su tre ruote. Il mezzo è stato sviluppata dal suo compagno Daniel Fenn. La presenza di piogge torrenziali ha penalizzato l'esito della prova. Complessivamente la donna ha percorso 227 giri, mentre la velocità massima raggiunta è stata di 56 km/h.[2][3]

### Esplicative
1. ↑  Nota Bene: per tale velocipede il genere non è ancora univocamente stabilito nell'uso, sebbene sembri prevalere maggiormente declinato al maschile. Si potrebbe scrivere " un / il velomobile ", o anche " una / la velomobile "
2. ↑  N.B. in inglese HBV: Human-Powered Vehicle

### Bibliografiche
1. ↑   Velomobile, l'auto a pedali per muoversi fuori città, su torino.repubblica.it, 27 agosto 2014. URL consultato il 29 giugno 2019.
2. ↑   Nici Walde stabilisce il nuovo record mondiale su una Velomobile, su repubblica.it, 1º agosto 2018. URL consultato il 29 giugno 2019.
3. ↑   E' di Nici Walde il nuovo record mondiale sulle 24 ore su una Velomobile, su affaritaliani.it, 31 agosto 2018. URL consultato il 29 giugno 2019.